# Gilmore Junio
Gilmore Vincent Junio (ur. 6 sierpnia 1990 w Calgary) – kanadyjski łyżwiarz szybki.
Junio uczestniczył na Zimowych Igrzyskach Olimpijskich 2014 w Soczi. Brał wówczas udział w jednej konkurencji łyżwiarstwa szybkiego, biegu na 500 m, gdzie zajął 10. miejsce.

## Rekordy życiowe
| Dystans | Czas    | Data              | Miejsce        |
| ------- | ------- | ----------------- | -------------- |
| 500 m   | 34,25   | 15 listopada 2013 | Salt Lake City |
| 1000 m  | 1.08,39 | 16 listopada 2013 | Salt Lake City |
| 1500 m  | 1.49,45 | 28 września 2012  | Calgary        |
| 3000 m  | 4.24,02 | 19 grudnia 2009   | Calgary        |
| Źródło: |         |                   |                |